# Thuyền giấy
Thuyền giấy là một bộ phim truyền hình được thực hiện bởi M&T Pictures cùng TKL do Nhâm Minh Hiền làm đạo diễn. Phim phát sóng vào lúc 13h00 từ thứ 2, 3, 4 hàng tuần bắt đầu từ ngày 11 tháng 11 năm 2013 và kết thúc vào ngày 31 tháng 12 năm 2013 trên kênh HTV7.

## Nội dung
Thuyền giấy xoay quanh cặp vợ chồng Thanh Bình (Quang Tuấn) và Hương Thảo (Ngọc Lan) ở một vùng quê. Vắng chồng, Hương Thảo –‌‌ một cô thợ may miệt vườn chỉ biết làm việc chăm chỉ để nuôi con và cả người ông của chồng. Sau khi Thanh Bình đón vợ và con trai lên thành phố sinh sống, cuộc sống của họ càng không như ý muốn...

## Diễn viên
- Ngọc Lan trong vai Hương Thảo[1][5]
- Quang Tuấn trong vai Thanh Bình[1]
- Lê Bình trong vai Ông Tư[1]
- Kim Phương trong vai Bà Kim Minh[1]
- Quang Thảo trong vai Long Vũ[1]
- Hồ Bích Trâm trong vai Thắm[1]
- Hùng Thuận trong vai Nhẫn[1]
- Kiều Trinh trong vai Bà Vân[1]
- Quốc Hùng trong vai Ông Khang[1]
- Mã Hiểu Đông trong vai Hoài Phong[1]
- Vũ Ngọc Ánh trong vai Phương Vy[1]
- Hạnh Thúy trong vai Bà Diệp
- Công Danh trong vai Thái
- Quốc Dũng trong vai Bảo
- Bé Nhật Thanh trong vai Cu Bi
- Lâm Khiết Băng trong vai Mộc Miên

Cùng một số diễn viên khác....

## Nhạc phim
- Thuyền giấy

Sáng tác: Minh Đăng
Thể hiện: Yến Chi
- Bến sông đợi chờ

Sáng tác: Minh Đăng
Thể hiện: Hùng Thuận

## Giải thưởng
| Năm  | Giải thưởng    | Hạng mục                               | (Người) đề cử  | Kết quả        | Tham khảo          |
| ---- | -------------- | -------------------------------------- | -------------- | -------------- | ------------------ |
| 2013 | Giải Cánh diều | Phim truyện truyền hình                | —              | Cánh diều vàng | [ 6 ] [ 7 ]        |
| 2013 | Giải Cánh diều | Nam diễn viên chính xuất sắc           | Quang Tuấn     | Đoạt giải      | [ 6 ] [ 7 ]        |
| 2013 | Giải Cánh diều | Đạo diễn xuất sắc                      | Nhâm Minh Hiền | Đoạt giải      | [ 6 ] [ 7 ]        |
| 2013 | Giải Cánh diều | Nữ diễn viên chính xuất sắc            | Ngọc Lan       | Đoạt giải      | [ 6 ] [ 7 ]        |
| 2013 | Giải Mai Vàng  | Nữ diễn viên truyền hình               | Ngọc Lan       | Đề cử          | [ 8 ] [ 9 ] [ 10 ] |
| 2013 | Giải Mai Vàng  | Phim truyền hình                       | —              | Đề cử          | [ 8 ] [ 9 ] [ 10 ] |
| 2014 | HTV Awards     | Nữ diễn viên chính được yêu thích nhất | Ngọc Lan       | Đoạt giải      | [ 11 ] [ 12 ]      |
| 2014 | HTV Awards     | Nam diễn viên phụ được yêu thích nhất  | Hùng Thuận     | Đề cử          | [ 13 ]             |